# Veermansplaat
El Veermansplaat és una illa deshabitada d'una superfície de 3,7 km² que se situa al llac de Grevelingen, a la província de Zelanda, als Països Baixos. La llargada és d'1 km i l'amplada és d'uns 4 km.
Originalment era un banc de sorra, però després de la creació del llac de Grevelingen el 1971, es va convertir en l'illa més boscosa d'aquest llac. Hi ha molts arcs grocs i salzes. També hi ha un moll per als esportistes aquàtics. Hi pasturen ponis de les Shetland i vaques.